# Vasa Elektriska Arena
Vasa Elektriska Arena, tidigare Vasa Arena, är en arena i Vasa, Finland. Den används främst för ishockey och är hemmaarena för bland annat Vasa Sport. Den öppnade 1971 och rymmer idag 5000 personer.
Den gamla konstisbanan i Vasa fick tak år 1971 och var då den fjärde hallen i Finland. Hallen renoverades i början av 80-talet och utvidgades bland annat med en träningshall omfattande två rinkar under 1999.
Arenan har tre ishockeyplaner och är den enda trerinks-arenan i Finland. Huvudhallen har en kapacitet på 5000 vid d ishockeymatcher. De två träningsrinkarna har allmänheten endast begränsad tillgång till. Arenan ligger cirka tre kilometer sydost om Vasa centrum. Arenan kallas ofta "Kuparisaaren jäähalli" (Kopparöns ishall) i folkmun.
Förutom ishockey används arenan även för konståkning, rinkbandy och curling. Huvudarenan har använts för diverse utställningar och konserter.
I januari 2019 inleddes en ut- och ombyggnad av anläggningen med en budget på drygt 17 miljoner euro, vilket ökade hallens publikkapacitet från 4 136 till 5 000 åskådare, och skapade en ny restaurangvåning med plats för 400 gäster. I projektet förnyades även ventilationen, omklädningsrummen och hallens korridorer, och taket blev högre än tidigare, då ett nytt platt tak ersatt det föredetta bågtaket.

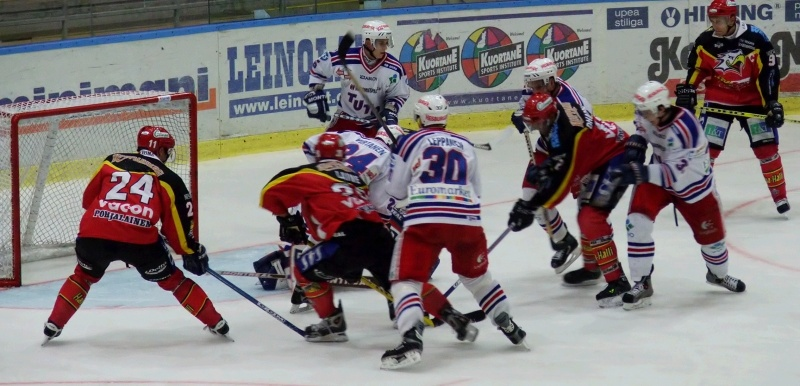
Vasa Sport möter TuTo